# Liste des récipiendaires des Prix Louis D.
Les prix Louis D. sont des prix décernés chaque année à des personnes ou à des organismes, sous l'égide de la Fondation Louis D. abritée par l'Institut de France.
Créée en 1999, la Fondation Louis D. a pour objet de soutenir des associations, fondations, personnes morales ou organisations non gouvernementales ayant une action à caractère caritatif ou culturel, ou dont le but est d'encourager la recherche.
La Fondation Louis D. décerne chaque année deux grands prix : un grand prix scientifique et un grand prix humanitaire ou culturel remis alternativement. 

## Liste des récipiendaires des grands prix
| Année | Science                                  | Humanitaire                                         | Culture                             | Sociétal                      |
| ----- | ---------------------------------------- | --------------------------------------------------- | ----------------------------------- | ----------------------------- |
| 2000  | Institut Pasteur et instituts associés   |                                                     | Université Saint-Joseph de Beyrouth |                               |
| 2001  | Margaret Pericak-Vance                   |                                                     |                                     |                               |
| 2002  | Harmut Wekerle                           |                                                     |                                     |                               |
| 2003  | Denis Le Bihan ; Stanislas Dehaene       |                                                     |                                     |                               |
| 2004  | Jean-Claude Duplessy                     |                                                     |                                     |                               |
| 2005  | David P. Bartel et Ronald H. A. Plasterk | Secours catholique                                  |                                     |                               |
| 2006  | Jean-Louis Martin ; Manuel Joffre        | -                                                   | Alliances françaises de Pologne     |                               |
| 2007  | Albert Osterhaus et John James Skehel    | Œuvres hospitalières françaises de l’Ordre de Malte |                                     |                               |
| 2008  | Yves Frégnac                             |                                                     | Université française d’Égypte       |                               |
| 2009  | Hervé Vaucheret ; Olivier Voinnet ;      | Les petits frères des Pauvres                       |                                     |                               |
| 2010  | Frank Dimroth                            |                                                     |                                     |                               |
| 2011  | Geneviève Almouzni et Philip Avner ;     | Le Rocher Oasis des Cités                           |                                     |                               |
| 2012  | Philippe Bouyer ; Christophe Salomon     |                                                     |                                     |                               |
| 2013  | Thibault Cantat                          | Le Réseau Cocagne                                   |                                     |                               |
| 2014  |                                          |                                                     |                                     |                               |
| 2015  | Chris Bowler ; Didier Raoult             | Sport dans la ville                                 |                                     |                               |
| 2016  |                                          |                                                     |                                     |                               |
| 2017  |                                          |                                                     |                                     |                               |
| 2018  |                                          |                                                     |                                     |                               |
| 2019  |                                          |                                                     |                                     |                               |
| 2020  |                                          |                                                     |                                     |                               |
| 2021  | Ana-Maria Lennon-Duménil                 | Centre Primo Levi                                   | Bibliothèque nationale du Liban     | Zone d’Expression Prioritaire |